# Julián Medicejský, vévoda z Nemours
Julián Medicejský  (italsky Giuliano II di Lorenzo de' Medici; 12. března 1479 Florencie – 17. března 1516 Florencie) byl vládce Florentské republiky v letech 1512 až 1516.

## Život
Narodil se jako nejmladší syn Lorenza I. Nádherného. Jeho starší bratr Petr Nešťastný nastoupil po otcově smrti, ale Medicejové byli brzy lidovou vzpourou vyhnáni a Julián uprchl do Benátek. Zpět se rod vrátil až po vyhnání Francouzů z Toskánska Španěly během italských válek a Julián ve Florencii vládl až od roku 1512 do své smrti. Dne 22. února 1515 si vzal za manželku Filibertu (1498–1524), dceru Filipa II. Savojského, a Filibertin synovec, francouzský král František I., ho při té příležitosti jmenoval vévodou z Nemours. Sňatek pomohl dohodnout prostřední z Medicejských bratří, papež Lev X. Manželství zůstalo bezdětné a Julián zanechal jen nelegitimního syna Hypolita Medicejského (Ippolito de' Medici), který se stal kardinálem.
Po Juliánově předčasné smrti ho v čele Florencie následoval jeho synovec Lorenzo II. Medicejský.

### Náhrobek

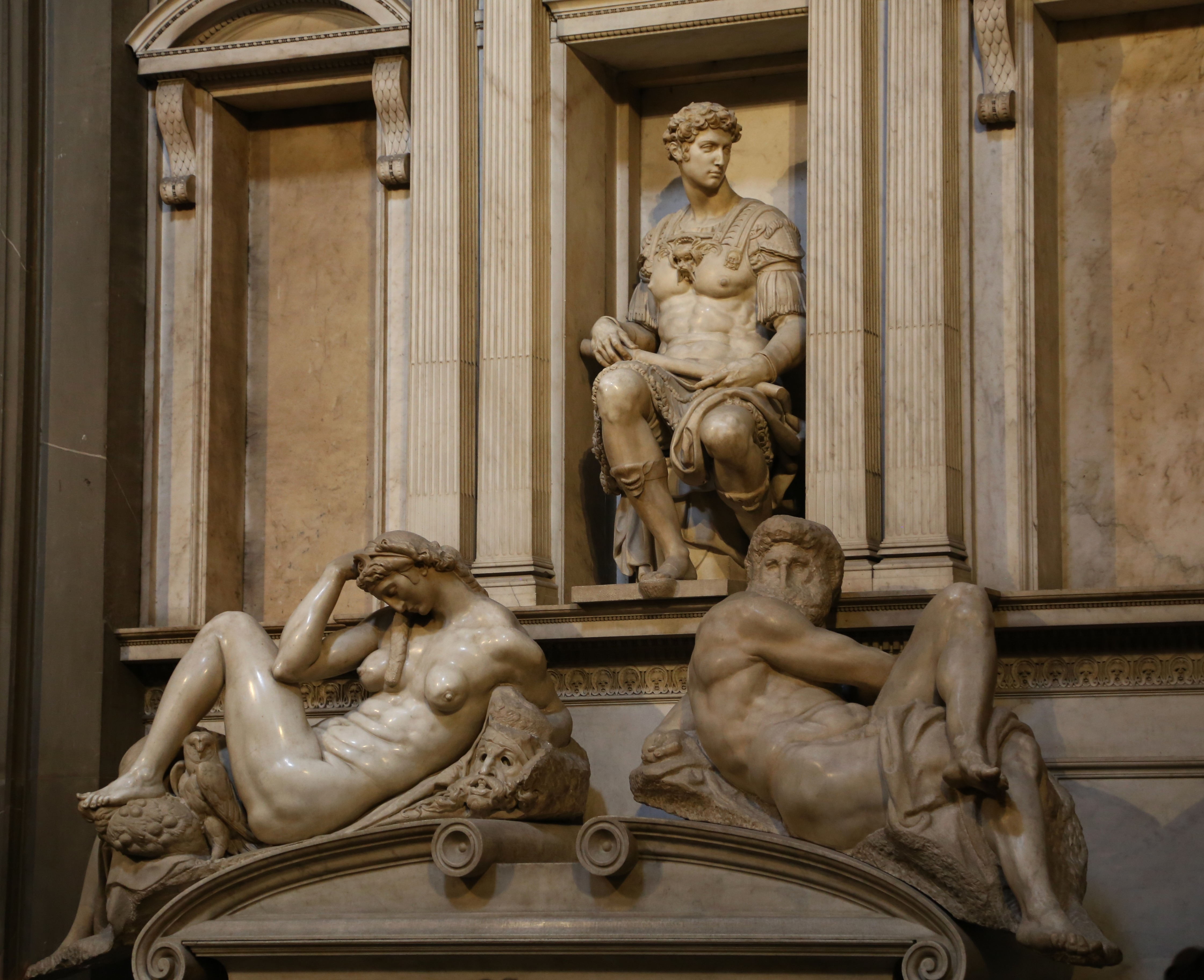
Michelangelo a žáci: Juliánův náhrobek

Julián je pohřben v Nové sakristii florentské baziliky sv. Vavřince. Jeho náhrobní skulptury Dne a Noci vytvořil Michelangelo, jsou protějškem náhrobku jeho bratra Lorenza II. Michelangelo začal tesat sochy v letech 1525–1530: dokončil jen ve výklenku sedící glorifikovanou postava Juliána v římské zbroji, s velitelskou holí na klíně. Dvojici polehávajících alegorických soch Dne a Noci na římsách vytesal ve hrubé modelaci, dokončili je po Michelangelově smrti jeho žáci.